# ヴァーツラフ・イェメルカ
ヴァーツラフ・イェメルカ（Václav Jemelka、1995年6月23日 - ）は、チェコ・ウニチョフ出身のサッカー選手。FCヴィクトリア・プルゼニ所属。ポジションはDF。チェコ代表。

## クラブ経歴
2011年にSKシグマ・オロモウツの下部組織に入団し、2016年9月30日のFKヴィクトリア・ジジュコフ戦にてトップチームデビューを果たした。プロ初得点は2017年9月10日のSKスラヴィア・プラハ戦であったが、イェネルカの右手に当って記録された得点であった。2020年5月10日、2020-21シーズンはベルギーのOHルーヴェンにレンタルされることが発表された。
2022年8月11日、FCヴィクトリア・プルゼニに移籍し、3年契約を結んだ。

## 代表経歴
2020年9月7日、UEFAネーションズリーグのスコットランド代表戦にて先発フル出場してチェコ代表デビューを飾ったが、試合には1-2で敗れた。